# Mo’er Daoga
Mo'er Daoga (kinesiska: 莫尔道嘎, 莫尔道嘎镇) är en köpinghuvudort i Kina. Den ligger i den autonoma regionen Inre Mongoliet, i den norra delen av landet, omkring 1 400 kilometer nordost om regionhuvudstaden Hohhot. Antalet invånare är 17 970. Befolkningen består av 8 944 kvinnor och 9 026 män. Barn under 15 år utgör 10,0 %, vuxna 15-64 år 79 %, och äldre över 65 år 10,0 %.
Runt Mo'er Daoga är det mycket glesbefolkat, med 3 invånare per kvadratkilometer. Det finns inga andra samhällen i närheten. I omgivningarna runt Mo'er Daoga växer i huvudsak blandskog.